# Lliga albanesa de futbol
La lliga albanesa de futbol, també anomenada Superlliga albanesa, és la màxima competició futbolística d'Albània. Fou creada l'any 1930 amb el nom de Kategoria e Pare (Primera Divisió). Actualment la màxima categoria s'anomena Kategoria Superiore. A la primera edició hi van participar 6 equips. La temporada 1998-1999 eren 16. Aquest nombre fou reduït a 14 el 1999-2000, a 12 el 2006-2007 i a 10 la 2014-15.

## Història
El futbol va ser introduït per primera vegada a Albània per un sacerdot anglès-maltès anomenat Gut Ruter, que va visitar un col·legi de Shkodër el 1908. El primer club de futbol d'Albània va ser Indipendenca, fundat a Shkodër el 1912 per Palokë Nika. El primer partit de 90 minuts que es va jugar amb dues meitats de 45 minuts va tenir lloc a l'octubre de 1913 entre la Indipendenca Shkodër i l'armada imperial austrohongaresa. El partit es considera el primer partit internacional que es juga a Albània i acabà en una derrota per 2-1 per l'Indipendenca, amb el capità i fundador del club Palokë Nika marcant l'únic gol dels albanesos.

### Torneig de Futbol de Fier de 1911
El 2012, els historiadors van descobrir que un torneig de futbol havia tingut lloc a Albània el 1911, uns 19 anys abans de la creació del Campionat Nacional d'Albània i de l'Associació Albanesa de Futbol. El Torneig de Fier de Futbol (en albanès: Turneu Futbollistik i Panairit të Fierit) va tenir lloc a Rahije, Fier, quan Albània encara estava sota administració de l'Imperi Otomà, i constava de 8 equips que eren Tirana, Elbasani, Kavaja, Berati, Peqini, Vlora, Fieri i Lushnja. Tirana va guanyar el torneig després de derrotar per 6 a 1 a Peqini a la final. El torneig no és reconegut oficialment per l'Associació de Futbol d'Albània ni la UEFA.

### Campionats durant la Segona Guerra Mundial
Albània va ser envaïda per Itàlia l'abril de 1939 i aviat va esclatar la Segona Guerra Mundial, per la qual cosa l'Associació Albanesa de Futbol, igual que les altres organitzacions del país, va deixar de funcionar. Malgrat la guerra, es van celebrar tres campionats entre 1939 i 1942, amb Tirana guanyant els campionats el 1939 i 1942 i Shkodra guanyant el 1940. Els campionats no són reconeguts oficialment.
- 1938: No es disputà
- 1939: SK Tirana
- 1940: Vllaznia Shkodër
- 1941: No es disputà
- 1942: SK Tirana
- 1943: No es disputà
- 1944: No es disputà

## Equips participants de la temporada 2025–2026

### Membres actuals
Els següents equips competeixen a la Kategoria Superiore durant la temporada 2025-2026.
| Club                | Ciutat     | Estadi                  | Capacitat |
| ------------------- | ---------- | ----------------------- | --------- |
| KF Bylis            | Ballsh     | Stadiumi Adush Muça     | 5.200     |
| KS Dinamo Tirana    | Tirana     | Selman Stërmasi         | 10.000    |
| AF Elbasani         | Elbasan    | Elbasan Arena           | 12.800    |
| KF Egnatia          | Rrogozhinë | Rrogozhinë Stadiumi     | 4.000     |
| Flamurtari FC       | Vlore      | Flamurtari Stadium      | 13.000    |
| FK Partizani Tirana | Tirana     | Arena e Demave          | 4.500     |
| KS Teuta            | Durrës     | Niko Dovana             | 12.000    |
| KF Tirana           | Tirana     | Selman Stërmasi         | 10.000    |
| KF Vllaznia Shkodër | Shkodër    | Loro Boriçi             | 16.000    |
| FK Vora             | Vore       | Fusha Sportive Marqinet | 1.000     |

## Historial
- 1930:  SK Tirana (1)
- 1931:  SK Tirana (2)
- 1932:  SK Tirana (3)
- 1933:  Skënderbeu Korçë (1)
- 1934:  SK Tirana (4)
- 1935: no es disputà
- 1936:  SK Tirana (5)
- 1937:  SK Tirana (6)
- 1938-1944: no es disputà
- 1945:  Vllaznia Shkodër (1)
- 1946:  Vllaznia Shkodër (2)
- 1947:  KF Partizani Tirana (1)
- 1948:  KF Partizani Tirana (2)
- 1948-49: competició abandonada
- 1949:  KF Partizani Tirana (3)
- 1950:  Dinamo Tirana (1)
- 1951:  Dinamo Tirana (2)
- 1952:  Dinamo Tirana (3)
- 1953:  Dinamo Tirana (4)
- 1954:  KF Partizani Tirana (4)
- 1955:  Dinamo Tirana (5)
- 1956:  Dinamo Tirana (6)
- 1957:  KF Partizani Tirana (5)
- 1958:  KF Partizani Tirana (6)
- 1959:  KF Partizani Tirana (7)
- 1960:  Dinamo Tirana (7)
- 1961:  KF Partizani Tirana (8)
- 1962: no es disputà
- 1962-63:  KF Partizani Tirana (9)
- 1963-64:  KF Partizani Tirana (10)
- 1964-65:  17 Nëntori Tirana (7)
- 1965-66:  17 Nëntori Tirana (8)
- 1966-67:  Dinamo Tirana (8)
- 1967-68:  17 Nëntori Tirana (9)
- 1968-69: no es disputà
- 1969-70:  17 Nëntori Tirana (10)
- 1970-71:  KF Partizani Tirana (11)
- 1971-72:  Vllaznia Shkodër (3)
- 1972-73:  Dinamo Tirana (9)
- 1973-74:  Vllaznia Shkodër (4)
- 1974-75:  Dinamo Tirana (10)
- 1975-76:  Dinamo Tirana (11)
- 1976-77:  Dinamo Tirana (12)
- 1977-78:  Vllaznia Shkodër (5)
- 1978-79:  KF Partizani Tirana (12)
- 1979-80:  Dinamo Tirana (13)
- 1980-81:  KF Partizani Tirana (13)
- 1981-82:  17 Nëntori Tirana (11)
- 1982-83:  Vllaznia Shkodër (6)
- 1983-84:  Labinoti Elbasan (1)
- 1984-85:  17 Nëntori Tirana (12)
- 1985-86:  Dinamo Tirana (14)
- 1986-87:  KF Partizani Tirana (14)
- 1987-88:  17 Nëntori Tirana (13)
- 1988-89:  17 Nëntori Tirana (14)
- 1989-90:  Dinamo Tirana (15)
- 1990-91:  Flamurtari Vlorë (1)
- 1991-92:  Vllaznia Shkodër (7)
- 1992-93:  KF Partizani Tirana (15)
- 1993-94:  KS Teuta Durrës (1)
- 1994-95:  SK Tirana (15)
- 1995-96:  SK Tirana (16)
- 1996-97:  SK Tirana (17)
- 1997-98:  Vllaznia Shkodër (8)
- 1998-99:  SK Tirana (18)
- 1999-00:  SK Tirana (19)
- 2000-01:  Vllaznia Shkodër (9)
- 2001-02:  Dinamo Tirana (16)
- 2002-03:  SK Tirana (20)
- 2003-04:  SK Tirana (21)
- 2004-05:  SK Tirana (22)
- 2005-06:  KS Elbasani (2)
- 2006-07:  KF Tirana (23)
- 2007-08:  Dinamo Tirana (17)
- 2008-09:  KF Tirana (24)
- 2009-10:  Dinamo Tirana (18)
- 2010-11:  Skënderbeu Korçë (2)
- 2011-12:  Skënderbeu Korçë (3)
- 2012-13:  Skënderbeu Korçë (4)
- 2013-14:  Skënderbeu Korçë (5)
- 2014-15:  Skënderbeu Korçë (6)
- 2015-16:  Skënderbeu Korçë (7)
- 2016-17:  FK Kukësi (1)
- 2017-18:  Skënderbeu Korçë (8)
- 2018-19:  KF Partizani Tirana (16)
- 2019-20:  KF Tirana (25)
- 2020-21:  KS Teuta Durrës (2)
- 2021-22:  KF Tirana (26)
- 2022-23:  KF Partizani Tirana (17)
- 2023-24:  KF Egnatia Rrogozhinë (1)
- 2024-25:  KF Egnatia Rrogozhinë (2)

## Palmarès
| Club                          | Campionats |
| ----------------------------- | ---------- |
| SK Tirana (inclou 17 Nëntori) | 26         |
| Dinamo Tirana                 | 18         |
| KF Partizani Tirana           | 17         |
| Vllaznia Shkodër              | 9          |
| KS Skënderbeu Korçë           | 8          |
| KS Elbasani (inclou Labinoti) | 2          |
| KS Teuta Durrës               | 2          |
| Egnatia Rrogozhinë            | 2          |
| Flamurtari Vlorë              | 1          |
| FK Kukësi                     | 1          |